# Рибаківська сільська рада (Березанський район)
Рибакі́вська сільська́ ра́да — колишня   адміністративно-територіальна одиниця та орган місцевого самоврядування в Березанському районі Миколаївської області. Адміністративний центр — село Рибаківка.

## Загальні відомості
- Населення ради: 2 028 осіб (станом на 2001 рік)
- Водоймища на території, підпорядкованій даній раді: Чорне море.

## Населені пункти
Сільській раді підпорядковані населені пункти:
- с. Рибаківка
- с. Глибоке
- с. Лугове

## Склад ради
Рада складається з 20 депутатів та голови.
- Голова ради: Бізіков Віктор Іванович

### Керівний склад попередніх скликань
| Прізвище, ім'я, по батькові | Основні відомості                                                         | Дата обрання | Дата звільнення |
| --------------------------- | ------------------------------------------------------------------------- | ------------ | --------------- |
| Бізіков Віктор Іванович     | Сільський голова, 1953 року народження, освіта вища                       | 26.03.2006   | 31.10.2010      |
| Бізіков Віктор Іванович     | Сільський голова, 1953 року народження, освіта вища, член Партії регіонів | 31.10.2010   | 25.10.2015      |

Примітка: таблиця складена за даними сайту Верховної Ради України

### Депутати
За результатами місцевих виборів 2010 року депутатами ради стали:

#### За суб'єктами висування
| Суб'єкт висування                      | Кількість обраних депутатів | %  |
| -------------------------------------- | --------------------------- | -- |
| Самовисування                          | 7                           | 35 |
| Партія регіонів                        | 5                           | 25 |
| Політична партія «Партія правозахисту» | 4                           | 20 |
| Комуністична партія України            | 3                           | 15 |
| Політична партія «Сильна Україна»      | 1                           | 5  |

#### За округами
| № округу                               | Прізвище, ім'я, по батькові    | Дата визнання обраним | Освіта  | Партійна приналежність                       | Відомості про обраного депутата              |
| -------------------------------------- | ------------------------------ | --------------------- | ------- | -------------------------------------------- | -------------------------------------------- |
| Комуністична партія України            |                                |                       |         |                                              |                                              |
| 2                                      | Власюк Вячеслав Дмитрович      | 03.11.2010            | вища    | позапартійний                                | ВАТ «Прикордонник», інженер по охороні праці |
| 7                                      | Моторний Іван Іванович         | 03.11.2010            | вища    | позапартійний                                | ВАТ «Прикордонник», зав. майстернею          |
| 20                                     | Кудряшова Валентина Миколаївна | 03.11.2010            | вища    | позапартійна                                 | Рибаківська сільська рада, секретар          |
| Партія регіонів                        |                                |                       |         |                                              |                                              |
| 1                                      | Аветисян Дареджан Хоренівна    | 03.11.2010            | вища    | член Партії регіонів                         | Рибаківська амбулаторія, медсестра           |
| 9                                      | Токар Тетяна Василівна         | 03.11.2010            | вища    | позапартійна                                 | База відпочинку" Поштовик ", охоронник       |
| 10                                     | Горбуров Микола Леонідович     | 03.11.2010            | вища    | позапартійний                                | Рибаківська загальноосвітня школа, вчитель   |
| 15                                     | Чеховська Антоніна Вікторівна  | 03.11.2010            | вища    | позапартійна                                 | приватний підприємець                        |
| 18                                     | Прохоренко Сергій Васильович   | 03.11.2010            | вища    | член Партії регіонів                         | тимчасово не працює                          |
| Політична партія «Партія правозахисту» |                                |                       |         |                                              |                                              |
| 4                                      | Дємєнєва Надія Павлівна        | 03.11.2010            | вища    | член Політичної партія «Партії правозахисту» | Магазин, продавець                           |
| 5                                      | Бачкало Михайло Михайлович     | 03.11.2010            | середня | член Політичної партія «Партії правозахисту» | тимчасово не працює                          |
| 12                                     | Морозова Лідія Іванівна        | 03.11.2010            | середня | член Політичної партія «Партії правозахисту» | приватний підприємець                        |
| 14                                     | Плоденко Альберт Петрович      | 03.11.2010            | вища    | член Політичної партія «Партії правозахисту» | пенсіонер                                    |
| Політична партія «Сильна Україна»      |                                |                       |         |                                              |                                              |
| 16                                     | Васильєв Ігор Миколайович      | 03.11.2010            | вища    | член Політичної партії «Сильна Україна»      | тимчасово не працює                          |
| Самовисування                          |                                |                       |         |                                              |                                              |
| 3                                      | Іванов Павло Олександрович     | 03.11.2010            | вища    | позапартійний                                | ВАТ «Прикордонник», бригадир                 |
| 6                                      | Гуман Наталя Іванівна          | 03.11.2010            | вища    | позапартійна                                 | Територіальний центр, соц.іальний працівник  |
| 8                                      | Носова Людмила Миколаївна      | 03.11.2010            | вища    | позапартійна                                 | Рибаківське відділення «Укрпошта», начальник |
| 11                                     | Могильов Олексій Семенович     | 03.11.2010            | вища    | позапартійний                                | ДОЦ «Орлятко», директор                      |
| 13                                     | Салівонова Лариса Єгорівна     | 03.11.2010            | вища    | позапартійна                                 | приватний підприємець                        |
| 17                                     | Кукулеску Олена Петрівна       | 03.11.2010            | середня | позапартійна                                 | Магазин, продавець                           |
| 19                                     | Войциховська Галина Миколаївна | 03.11.2010            | вища    | позапартійна                                 | Лугівський сільський клуб, завідувачка       |